# ゴミ受け
排水口のゴミ受け（はいすこうのごみうけ）とは、排水管に固形物（ゴミ）が廃液と一緒に流れ込まないようにするために設置される設備である。これによって排水管が詰まることを防止する。ごみ受けなどと書かれることもある。なお菊割れゴムとは異なる。

## 形状
ゴミ受けは様々な排水口に設置されており、その形は様々である。まず排水口の口径に適合していることは当然として、平面のものから、皿状のもの、さらには深いコップ（かご）のような形のものまである。共通していることは、液体が排水管へと流れ込むことができるように、しかし大きな固形物は受け止められるように調整された大きさの穴が空けられていることである。

## 材質
ゴミ受けの材質としては、ステンレス鋼、銅、アルミニウムなどの金属の場合もあるが、プラスチックの場合もある。それぞれの場所に合わせて適切な材質が選択される。

## ゴミ受けが不要な例
ゴミ受けは必ずしも排水口に設置されているとは限らない。例えば家庭用の生ゴミ粉砕機であるディスポーザーが設置されている場合には生ゴミを排水管を通じて下水道に流してしまうため、ゴミ受けは設置されない。